# Capilla de Santa Tecla (Catedral de Burgos)
La Capilla de Santa Tecla, cuya advocación completa es de Santa Tecla y Santiago, está en la Catedral de Burgos (Burgos, Castilla y León, España). De amplias proporciones, fue construida en el siglo XVIII en estilo barroco. Parte del culto regular de la Catedral se oficia en esta capilla.

## Historia
Fue construida entre 1731 y 1736 junto a los pies de la catedral, adosándola a la nave del Evangelio o septentrional, por iniciativa del arzobispo Manuel Samaniego y Jaca según proyecto de Andrés Collado y Francisco de Basteguieta. La nueva capilla fusionó los espacios que hasta entonces ocupaban cuatro pequeñas capillas medievales, de tipo hornacina, limitadas a un tramo de la nave cada una y poco profundas, dedicadas a Santa Práxedes, Santa Victoria, Todos los Santos y Santa Lucía, más la anexa iglesia parroquial de Santiago de la Fuente. Otros artistas involucrados en la obra fueron Juan de Areche, Alberto Churriguera, Domingo de Ondategui y Juan de Sagarvinaga, entre otros. En su consagración, tomó la advocación doble de Santa Tecla, santa de especial devoción en la Diócesis de Tarragona, de la que procedía el prelado Samaniego, y de Santiago, en recuerdo a la parroquia suprimida.

## Descripción

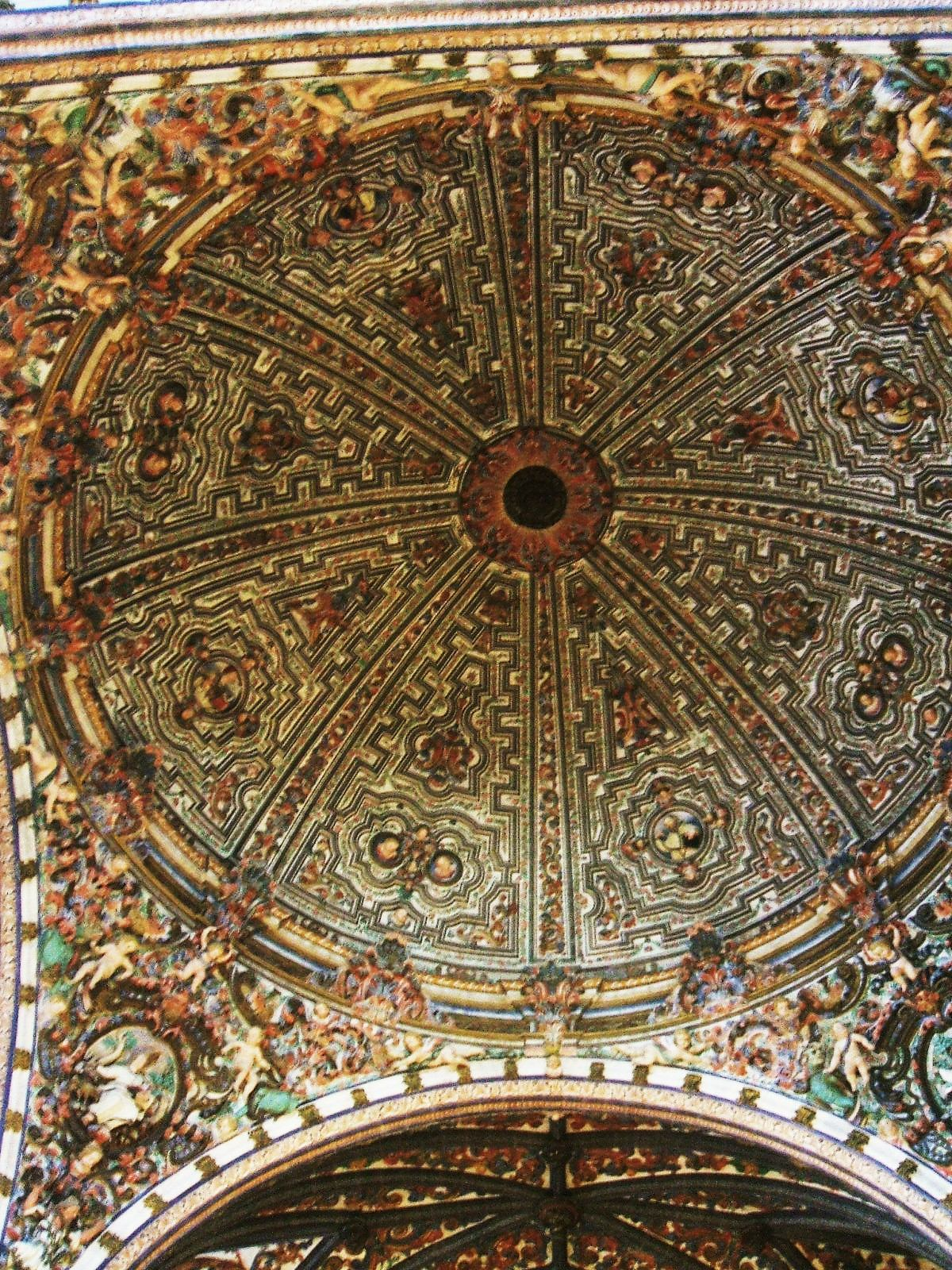
Cúpula gallonada

El espacio, el más voluminoso del conjunto de capillas por cuanto ocupa cuatro tramos de nave, está delimitado por poderosos contrafuertes interiores y aparece cubierto con dos bóvedas de crucería octopartitas y, ocupando los dos tramos centrales, una cúpula semiesférica gallonada; toda la cubierta aparece profusamente decoradas con yeserías policromadas. Molduras, ornamento vegetal, medallones, bustos y figurillas de ángeles se distribuyen sin interrupción en todo el abovedamiento, conforme al abigarrado estilo barroco de la primera mitad del siglo XVIII. El artista Juan de Areche ornamentó estas cubiertas.
El retablo mayor es una gran mazonería dorada y policromada de estilo churrigueresco que estructuran cuatro columnas-estípite de orden gigante. Contiene imágenes del martirio de Santa Tecla, en el cuerpo principal, obra atribuible a Alejandro Carnicero, y de San Antonio Abad y Santo Domingo de la Calzada, a sus lados, así como un Santiago Matamoros en el ático, flanqueado por blasones de la Virgen y del prelado promotor de la obra. El mobiliario devocional se completa con otros cuatro retablos laterales barrocos, en los que destacan las imágenes de la Virgen de Gracia y de Santa Lucía, del siglo XVII. 
Conserva esta capilla una pila bautismal de principios del siglo XIII, cuya copa se ilustra con el apostolado bajo arquerías, a modo de recuerdo de la antigua condición parroquial, bajo la advocación de Santiago de la Fuente, de este espacio. En ella fue bautizado Pablo de Santa María, el célebre judío converso (a. 1390).

## Galería

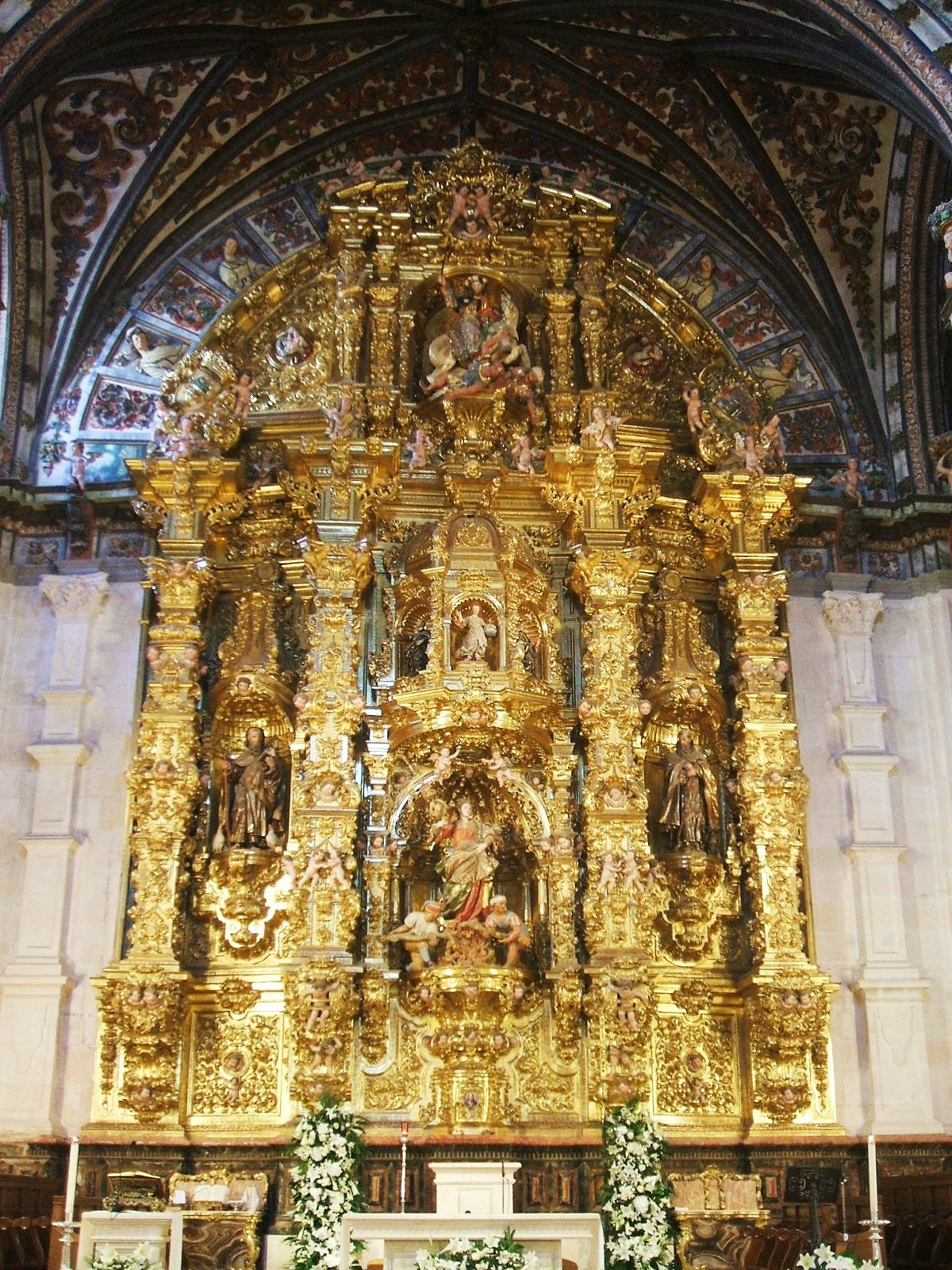
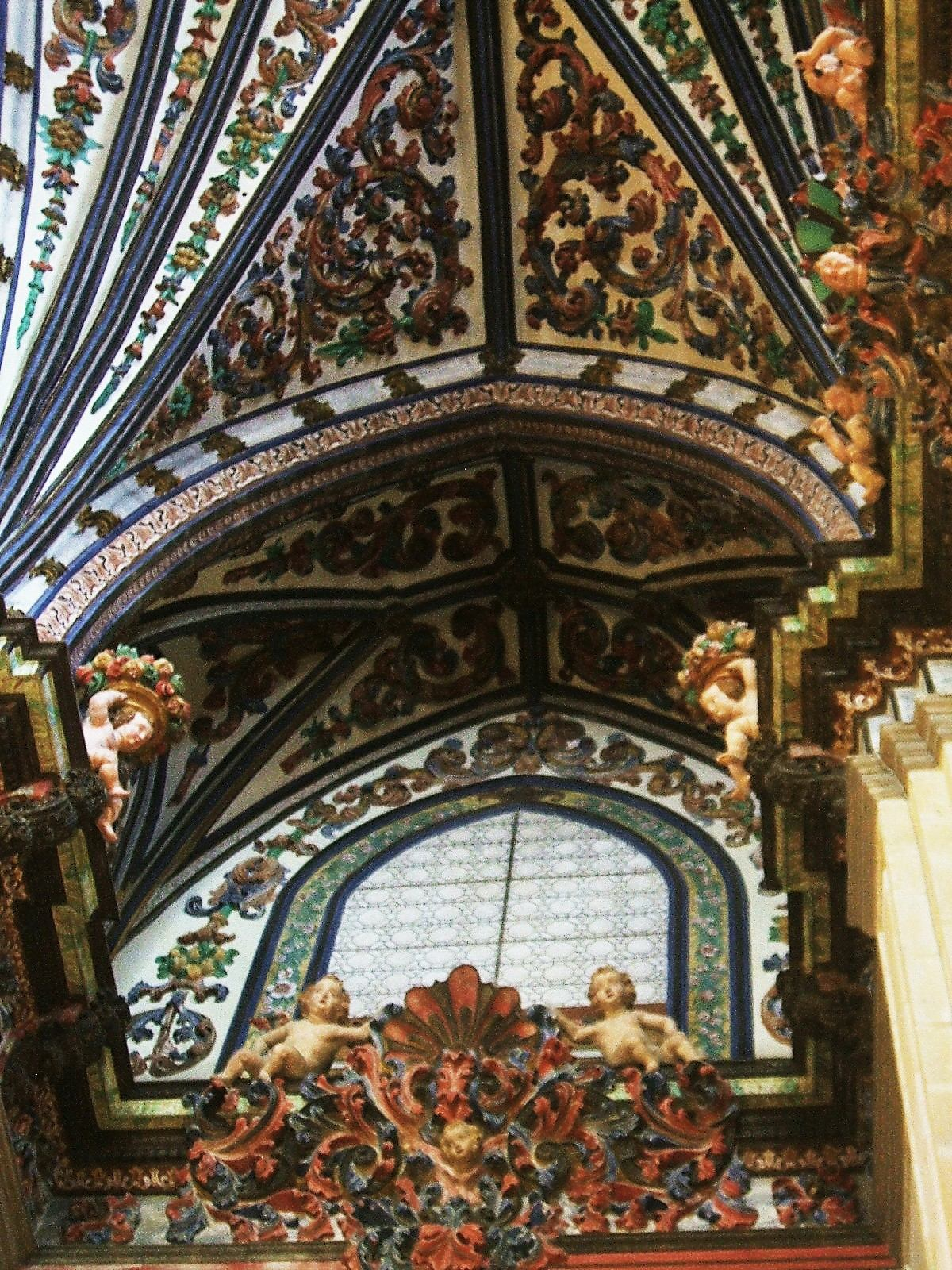
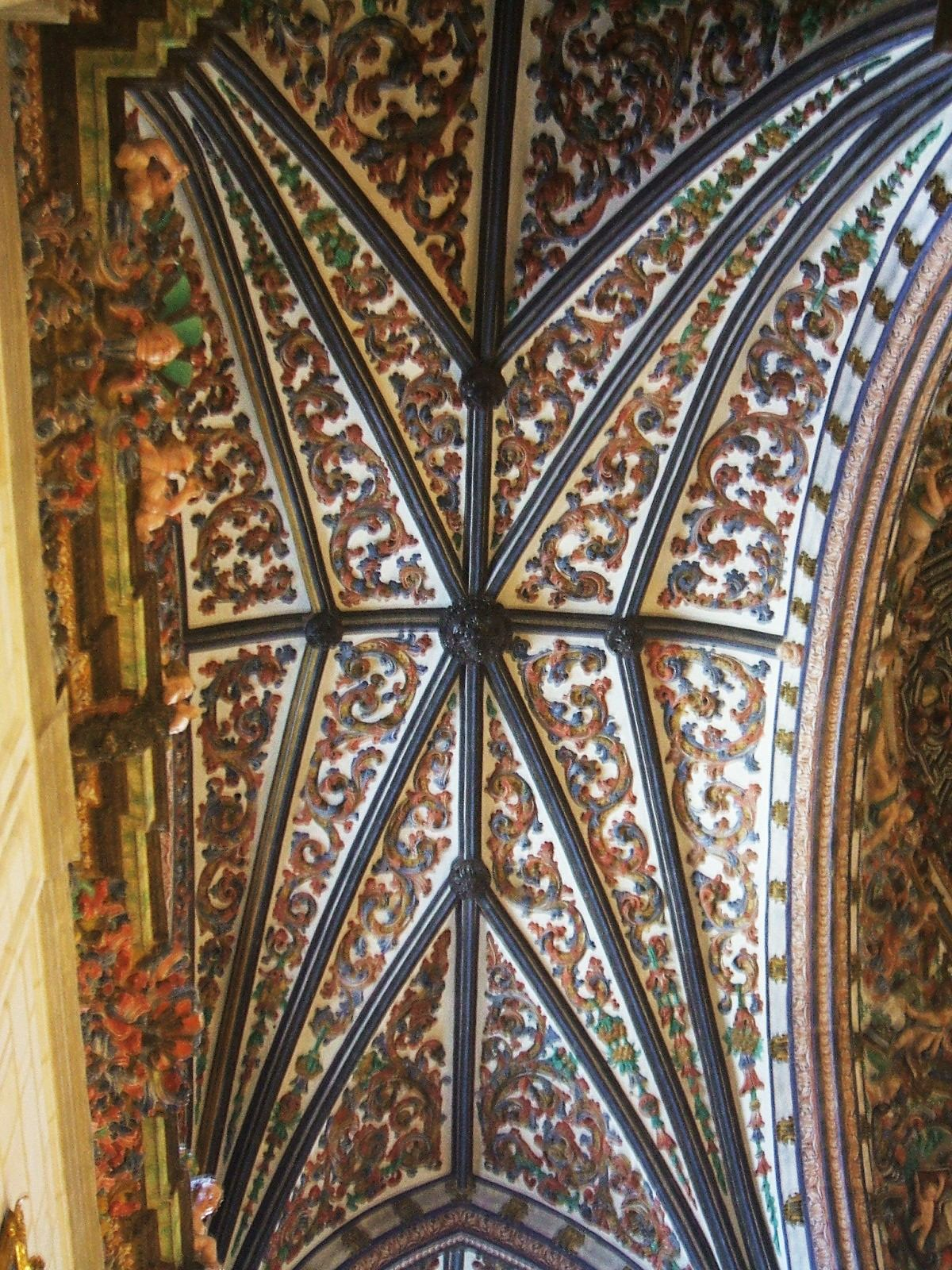